# Johann Georg Schlosser
Johann Georg Schlosser (Francoforte sul Meno, 7 dicembre 1739 – Francoforte sul Meno, 17 ottobre 1799) è stato uno scrittore tedesco.
Schlosser, che verso la fine della sua vita fu sindaco nella sua città natale, fu un amico d'infanzia di Goethe e si sposò per la prima volta con sua sorella Cornelia e poi con Johanna Fahlmer amica di Goethe. Nominato consigliere e direttore del tribunale di corte a Karlsruhe nel 1790 si dimise nel 1794. Insieme a Goethe, Merck e altri Schlosser collaborò nel 1771 al Gelehrte Anzeigen. Ha pubblicato anche Kleine Schriften (6 volumi, 1779-1794), Seuthes, oder der Monarch (1788), traduzioni dal greco ed altro. Fu critico di Immanuel Kant.
Massone, fu  membro della loggia massonica di Vienna Zur wahren Eintracht. Nel 1782 entrò dell'Ordine degli  Illuminati di Baviera col nome di Dion/Mahomed, nella "provincia" di Svevia. Nel 1787, passò alla "provincia" di Friburgo in Brisgovia col nome di Euclide. Nel 1783 fece molti viaggi in Svizzera, nel 1785 diventò membro e poi  Maestro venerabile della loggia Zur edlen Aussicht di Friburgo e in seguito nel 1786 della loggia  Zur Wahrheit di Vienna, sarà poi fino al 1794 Maestro venerabile della loggia  Karl zur Einigkeit di Karlsruhe.